# Soundtrack (série télévisée)
Soundtrack est une série télévisée américaine créée par Joshua Safran, mise en ligne le 18 décembre 2019 sur le service streaming Netflix.

## Synopsis
Soundtrack suit les histoires de coeur d'un groupe de personnes connectées à la musique et vivant à Los Angeles.

## Distribution

### Acteurs principaux
- Paul James (VF : Mike Fédée) : Samson « Sam » Hughes
- Callie Hernandez (VF : Adeline Chetail) : Eleanor « Nellie » O'Brien
- Marianne Jean-Baptiste (VF : Pascale Vital) : Annette Sands
- Jenna Dewan (VF : Anouck Hautbois) : Joanna Kassem
- Jahmil French (en) (VF : Benjamin Penamaria) : Dante Mendoza
- Megan Ferguson (VF : Leslie Lipkins) : Jean « Gigi » Dumont
- Isaiah Givens : Barry Hughes
- Madeleine Stowe (VF : Martine Irzenski) : Margot Weston
- Campbell Scott (VF : Bernard Bollet) : Frank O'Brien

### Acteurs récurrents
- Christina Milian (VF : Aurélie Konaté) : De'Andra Green
- Juliet G. James : Leah
- Robbie Fairchild : Troy
- Deron J. Powell : Arthur
- Sammy A. Publes : M. Hernandez
- Brian Keys : Carver
- Amy J. Carle : Stella
- James McDaniel : Moses
- Max Eddy (VF : Benjamin Gasquet) : Frank jeune
- Samantha Robinson (en) (VF : Aude Saintier) : Margot jeune

Version française
- Société de doublage : Lylo
- Direction artistique : Charlotte Correa
- Adaptation des dialogues : Lisa Rosier-Gordon

 Source et légende : version française (VF) sur RS Doublage

## Production

### Développement
En janvier 2018, la chaîne Fox commande la production d'un épisode pilote. Le pilote est écrit par Joshua Safran qui est aussi nommé producteur délégué aux côtés de Megan Ellison et Sue Naegle. Annapurna Television est impliquée dans la production du pilote. Le 8 février 2018, il est annoncé que Jesse Peretz réalisera le pilote. La série porte le nom de Mixtape.
En mai 2018, Joshua Safran annonce sur Twitter que le pilote n'a pas convaincu la Fox de commander la production de la série,. En juillet 2018, il est annoncé que Netflix a commandé la production d'une première saison avec un nombre de 10 épisodes. Ali Krug rejoint Joshua Safran en tant que producteur délégué. 20th Century Fox Television et Fox 21 Television Studios resteront impliqués dans la production.
La série est mise en ligne en décembre 2019 mais passe inaperçue. En février 2020, Netflix annule la production.

### Attribution des rôles
En février 2018, il est annoncé que Madeleine Stowe et Callie Hernandez ont rejoint le casting de l'épisode pilote,. En mars 2018, Megan Ferguson, Jenna Dewan et Raúl Castillo rejoignent les rôles principaux,,. En même temps que l'annonce de la série en mai 2018, il est annoncé que le rôle de Raúl Castillo va être recasté. Paul James reprend le rôle en décembre 2018.

### Tournage
Le tournage s'est déroulé en avril 2019 dans les rues de Chicago aux États-Unis et dans les studios Cinespace Chicago Film Studios.

## Fiche technique
Sauf indication contraire, les informations mentionnées dans cette section peuvent être confirmées par les bases de données cinématographiques IMDb et Allociné,  présentes dans la section « Liens externes ».
- Titre original et français : Soundtrack
- Création : Joshua Safran
- Réalisation : Joshua Safran, Karen Gaviola, Darren Grant, Joe Swanberg, Ti West et Jesse Peretz
- Scénario : Joshua Safran, Allyn Rachel, Khiyon Hursey, Harrison Richlin, Beth Schacter, Lauren Yee, Richard Kramer et Korde Arrington Tuttle
- Musique : Andrew McMahon, Zac Clark et James S. Levine
- Direction artistique : Matt Hyland et Lauren Slatten
- Décors : Ryan Watson
- Costumes : Samantha Rattner
- Casting : Ryan Bernard Tymensky et Tiffany Little Canfield
- Photographie : Alex Nepomniaschy, Tom Clancey et Jas Shelton
- Montage : Jo Francis, Allyson C. Johnson, Brad Katz, Lori Ball et William Henry
- Production : Ellen Marie Blum
  - Coproduction : Garfield Whitman
  - Producteurs délégués : Joshua Safran, Megan Ellison, Sue Naegle et Ali Krug
- Sociétés de production : Annapurna Television, 20th Century Fox Television et Fox 21 Television Studios
- Société de distribution : Netflix
- Pays d'origine :  États-Unis
- Langue d'origine : Anglais
- Format : couleur - ratio écran : 4K (Ultra HD) - son Dolby Digital
- Genre : Drame Musical
- Durée : 38 – 50 minutes

## Épisodes
1. Chanson 1 : Nellie et Sam (Track 1 : Nellie and Sam)
2. Chanson 2 : Joanna et Nellie (Track 2 : Joanna and Nellie)
3. Chanson 3 : Sam et Dante (Track 3 : Sam and Dante)
4. Chanson 4 : Margot et Frank (Track 4 : Margot and Frank)
5. Chanson 5 : Dante et Annette (Track 5 : Dante and Annette)
6. Chanson 6 : Joanna et Eleanor (Track 6 : Joanna and Eleanor)
7. Chanson 7 : Sam et Frank (Track 7 : Sam and Frank)
8. Chanson 8 : Gigi et Jean (Track 8 : Gigi and Jean)
9. Chanson 9 : Margot et Annette (Track 9 : Margot and Annette)
10. Chanson 10 : La fin (Track 10 : Finale)

## Accueil

### Réception critique
D'après le site Rotten Tomatoes , la première saison reçoit au taux de critiques mitigées de 40%.